# マイケル・E・フォッサム
マイケル・エドワード・フォッサム（Michael Edward Fossum、1957年12月19日 - ）は、アメリカの宇宙飛行士、空軍軍人。
テキサス州のマッカレンで育つ。テキサスA&M大学でメカニカル・エンジニアリングを学び、1980年に卒業。更にAir Force Institute of Technologyでシステム・エンジニアリングを学ぶ。また、1997年にはヒューストン大学クリアレイク校から科学で修士号を授与されている。